# Rio Nilo

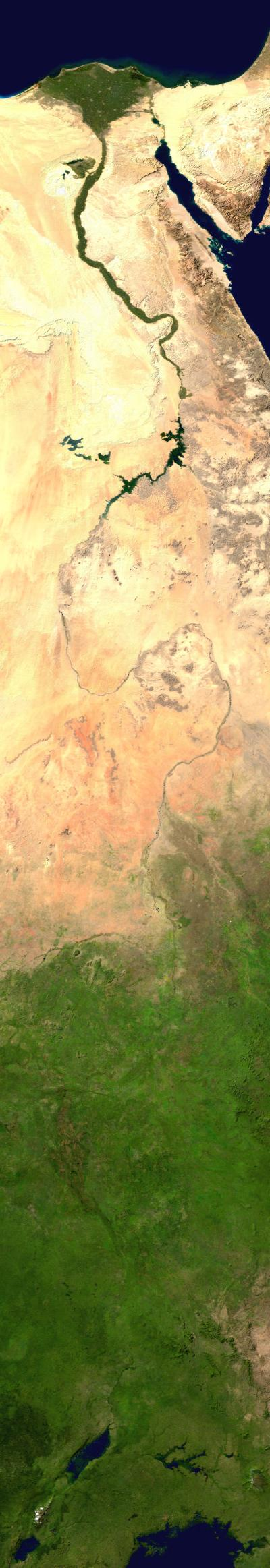
Montagem de imagens de satélite do Nilo (NASA)

O Nilo é um rio do continente africano, considerado o segundo mais extenso curso d'água do mundo. Situado no nordeste do continente africano, sua nascente está a sul da linha do Equador e sua foz ocorre no mar Mediterrâneo. Ele segue essa trajetória há 30 milhões de anos.
A sua bacia hidrográfica, a bacia do Nilo, ocupa uma área de 3 349 000 km², abrangendo Uganda, Tanzânia, Ruanda, Quénia, República Democrática do Congo, Burundi, Sudão, Sudão do Sul, Etiópia e Egito. A partir da sua fonte mais remota, situada no "Nyungwe National Park" do Ruanda, o Nilo tem um comprimento de 7 088 km.
É formado pela confluência de três outros rios, o Nilo Branco (Bahr-el-Abiad), o Nilo Azul (Bahr-el-Azrak) e o rio Atbara. O Nilo Azul (Bahr-el-Azrak) nasce no lago Tana (Etiópia), confluindo com o Nilo Branco em Cartum, capital do Sudão.

## Etimologia
| M17 | X1 · D21 | G43 | N35A | N36 · N21 · Z1 |

Os antigos egípcios chamavam-lhe itéru (trans. = jtrw) que significava "grande rio". Esta "palavra" seria transformada mais tarde em eior .
Para alguns autores a palavra Nilo pode estar relacionada com a raiz semítica "nahal", que significa vale. Em língua árabe e hebraico, duas línguas semíticas, rio diz-se nahrun e nehar respectivamente. Contudo, duas outras línguas semíticas, o aramaico e a língua ge'ez usam palavras pouco semelhantes a "nahal" para se referirem a um rio (felege e wonz).
A palavra Nilo (em árabe: nīl), deriva do grego Νεῖλος (Neilos), que seria uma transcrição deformada do termo egípcio Na-eiore, plural de eior designando o delta. Em árabe escreve-se النيل‎ (An-Nil).

## Bacia
Tradicionalmente considerava-se que o rio Nilo nasce no lago Vitória. Contudo, o próprio lago Vitória tem como principal tributário o rio Cagera, que é por causa disso considerado como fonte mais remota do Nilo.
O rio Cagera, que deságua no lago Vitória perto da cidade tanzaniana de Bukoba, tem dois afluentes principais, o rio Ruvyironza, que nasce na província de Bururi, no Burundi e o rio Nyabarongo que nasce na Floresta Nyungwe, no Ruanda. No entanto, uma expedição recente descobriu a nascente do rio Rukarara, também afluente do Nyabarongo, ainda na Floresta Nyungwe, mas vários quilómetros a montante, o que permite atribuir ao Nilo o comprimento total de 7088 km.

### O Nilo Vitória
O Nilo propriamente dito começa em Jinja (Uganda), na borda norte do lago Vitória, correndo para norte através das quedas Ripon (que deixaram de existir desde a construção da barragem de Owen Falls em 1954), passando pelo lago Kyoga e pelo lago Alberto. O ramo entre estes dois lagos é conhecido como o Nilo Vitória.

### O Nilo Alberto
A partir do lago Alberto e até Númula, no Sudão, o Nilo recebe a designação de "Nilo Alberto".

### O Al-Jabal
Em Númula e até se encontrar com o rio Sobate (um pouco acima de Malacal) o Nilo é conhecido como o Baral Jabal, o rio Montanhoso. Torna-se então mais sinuoso, recebendo junto ao lago No o rio Gazzal (Gazela) como afluente. Porém, antes disso, o Nilo passou por entre um pântano, o Sudd.

### O Nilo Branco e o Nilo Azul
Entre Malacal e Cartum, o Nilo é conhecido como o Nilo Branco. Em Cartum o Nilo Branco recebe as águas do Nilo Azul, oriundo dos altos planaltos da Etiópia.
A 322 quilómetros a norte de Cartum, o Nilo recebe o seu último grande afluente, o rio Atbara, oriundo igualmente do planalto abissínio. O rio avança então pelos penhascos da região da Núbia até chegar a Assuão no Egipto. A partir de Assuão o vale alarga até se atingir o Delta, desaguando no mar Mediterrâneo.

### Delta do Nilo
O Delta do Nilo é uma região plana com uma forma triangular, apresentando 160 km de comprimento e 250 km de largura. No Delta o Nilo bifurca-se em dois canais que levam as suas águas para o Mediterrâneo: a oeste, o canal de Roseta, e, a leste, o de Damieta.

## Cataratas do Nilo
O Nilo possui várias cataratas, mas na antiguidade distinguiam-se seis cataratas clássicas do Nilo que estavam situadas entre Assuão e Cartum.
A primeira catarata situa-se em Assuão, constituindo hoje em dia a única catarata do Nilo em território egípcio. Esta catarata era na Antiguidade a fronteira sul do Antigo Egito, pois a partir dali começava a Núbia.
A segunda catarata, perto de Uadi Halfa, encontra-se hoje submersa. O faraó Sesóstris III ordenou a construção nas suas redondezas das fortalezas de Semna e Kumma.

## Barragens do Nilo
Ao longo do curso do Nilo existem algumas barragens, sendo uma das mais importantes a Grande Barragem de Assuão.
Entre 1899 e 1902, construiu-se, com recurso de capitais ingleses, a primeira barragem de Assuão, que foi alargada em 1911 e 1934.
Entre 1959 e 1970 construiu-se a Barragem de Assuã, a cerca de oito quilómetros da primeira barragem, graças ao apoio fornecido pela União Soviética.

## Estudo e exploração do Nilo

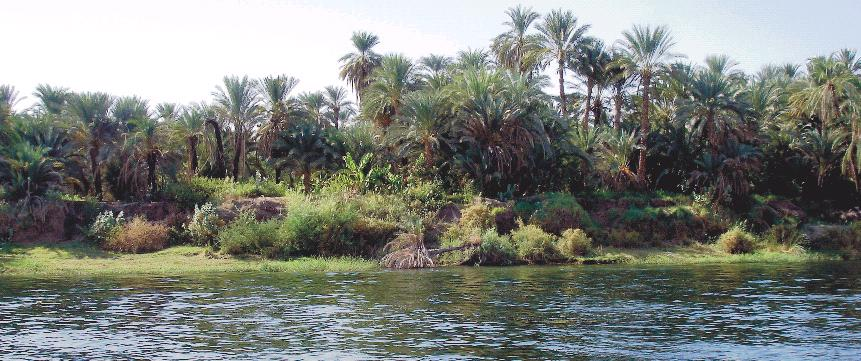
Margem esquerda (ocidental) do rio Nilo, entre Edfu e Com Ombo

Julga-se que os antigos Egípcios conheciam o Nilo até ao ponto de confluência do Nilo Branco com o Nilo Azul, em Cartum. Embora não tenham explorado o Nilo Branco, acredita-se que conheceriam o Nilo Azul até à  sua nascente no lago Tana.
Em meados do século V a.C., o historiador grego Heródoto realizou uma viagem ao Egito, tendo percorrido o rio até Assuão, a fronteira tradicional do Antigo Egito.
No século II a.C. Eratóstenes desenhou um mapa que mostrava de forma bastante precisa o percurso do Nilo até Cartum, no qual também se mostravam dois afluentes, o Atbara e o Nilo Azul. Eratóstenes foi o primeiro a postular que a nascente do Nilo estaria em lagos equatoriais.
Em 25 a.C. o geógrafo Estrabão e Élio Galo (prefeito do Egito) exploraram o Egito até Assuão. Estrabão descreveu também o rio no Livro 17 da sua Geografia, aludindo às teorias de Eratóstenes.
Em 66 d.C., na época do imperador Nero, o exército romano tentou encontrar a nascente do rio. Porém, e segundo Séneca, o pântano Sudd, impediu o exército de avançar. Ainda no século I um mercador grego chamado Diógenes relatou ao geógrafo Marino de Tiro que durante uma viagem pela costa oriental africana decidiu penetrar pelo continente, tendo ao fim de vinte e cinco dias chegado junto a dois grandes lagos e a uma cadeia de montanhas cobertas de neve de onde o Nilo nasceria. No século II Ptolomeu utilizou esta informação para fazer um mapa onde se mostrava o Nilo Branco a nascer desses lagos, que recebiam as suas águas das montanhas da Lua (Lunae Montes). É provável que estas montanhas sejam os montes Ruvenzori, situados entre o Uganda e o Zaire.
No século XII, Dreses atribui como nascente do rio Nilo e do rio Níger um lago. No século XVI conhece-se uma expedição árabe que procurou atingir as nascentes do Nilo pelo Saara e Sudão.
Em 1618 o jesuíta Pero Pais (ou Pedro Páez) foi o primeiro europeu a localizar as nascentes do Nilo Azul no lago Tana, tendo falecido na Etiópia vítima de malária. Em 1770 o escocês James Bruce realizou uma viagem de exploração do Nilo Azul no lago Tana, ficando com a fama de descobridor da sua nascente, embora como exposto o jesuíta ali chegou primeiro.

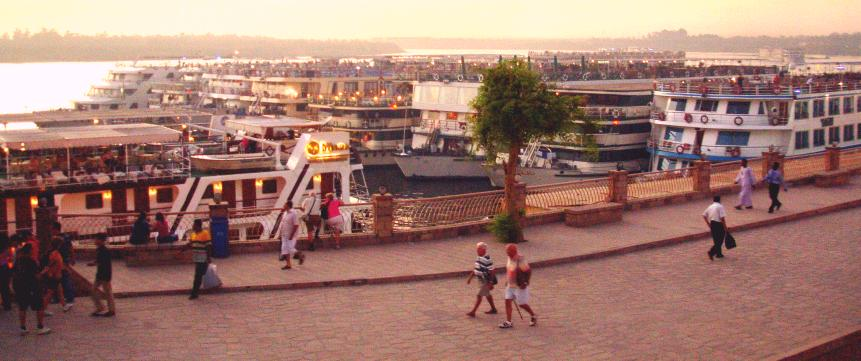
Cais da cidade de Com Ombo, na margem direita do rio Nilo

A partir de 1821, o quediva Maomé Ali e os seus filhos seriam responsáveis por várias viagens de exploração do Nilo. Em dezembro de 1856, Richard Francis Burton convidou John Hanning Speke para participar numa expedição aos grandes lagos da África Oriental. Em resultado da expedição Burton e Speke tornaram-se os primeiros europeus a chegar ao lago Tanganica em fevereiro de 1858. Na viagem de regresso Speke viajou em sentido norte e descobriu o lago Vitória (que recebeu este nome em honra da rainha Vitória) e que considerou como nascente do Nilo.
Em 1860, sob os auspícios da Royal Geographical Society, Speke realiza uma nova expedição à região acompanhado por James Grant, da qual resultaria a descoberta do rio Cagera e do local de saída do Nilo a partir do lago Vitória (as quedas de Ripon, 1862).

### Maior do mundo
O Nilo é normalmente tido como o maior rio do mundo, com um comprimento de cerca de 6 852 km, e o Amazonas como o segundo maior, com um comprimento de cerca de 6 400 km. O debate sobre a verdadeira origem (nascente) dos respectivos rios e, portanto, sob o seu comprimento, intensificou-se nas últimas décadas. Segundo estudos brasileiros e peruanos efectuados em 2007 e 2008, foram acrescentados à nascente do Amazonas os canais de maré da bacia do interior sul da Amazónia e o estuário do Pará do Tocantins, concluindo-se dessa forma que o Amazonas tem um comprimento de 6 992 km sendo portanto maior que o Nilo, cujos estudos até a data apontavam para um comprimento calculado em 6 853 km, quando se suponha que a nascente do Nilo era no rio Cagera. No entanto, estudos efectuados em 2009 apontam para que a nascente do Nilo seja no rio Rukarara passando este a ter 7 088 km e voltando novamente a ser o maior rio do mundo. Todos estes estudos levam a que o comprimento de ambos os rios permaneça em aberto, continuando por isso o debate e como tal, continuando-se a considerar o Nilo como o rio mais longo.
Em 2008 a Sociedade Geográfica de Lima, apoiada por entidades da comunidade científica internacional, teria colocado fim à polémica sobre a origem do rio Amazonas. Com nascente nos Andes do sul do Peru, o Amazonas é o maior rio do mundo, com quase 7 000 km, maior que o Nilo, na África. A verdadeira nascente do Amazonas foi identificada na quebrada Apacheta, na base do Nevado Quehuisha, no departamento de Arequipa, Peru, a 5 150 m de altitude, percorrendo 7 062 km de extensão, pelo Peru e Brasil, até a sua desembocadura no Atlântico. Meses mais tarde o INPE, afirma que efectuou medições correctas e que afinal o Amazonas é apenas 140 km maior que o Nilo, tendo os rios respectivamente 6 992,06 km e 6 852,15 k. No entanto novos estudos efectuados no Nilo apontam para que este tenha uma extensão maior, mais precisamente 7 088 km. Nenhum destes valores até ao momento foi aceito como correto, pelo que o verdadeiro tamanho de ambos continua em aberto.